# تپه باغ کله‌گنده
تپه باغ کله‌گنده در شهرستان سقز، بخش مرکزی، روستای تموته واقع شده و این اثر در تاریخ ۲۳ شهریور ۱۳۸۲ با شمارهٔ ثبت ۱۰۰۷۳ به‌عنوان یکی از آثار ملی ایران به ثبت رسیده است.